# إلياس زحلاوي
الياس زحلاوي هو رجل دين مسيحي سوري وأديب ومفكر ومصلح وناشط في القضايا الإنسانية، من مواليد دمشق.

## حياته
دَرَسَ الفلسفة واللاهوت في القدس، ورسم كاهنا في عام 1959، درس علم النفس في جامعة ليون بفرنسا.
وفي العام 1962 انتقل إلى دمشق وانصرف لخدمة الشبيبة.
ومن خلال اهتمامه بالشبيبة أسس وبتكليف رسمي من السلطة الكنسية في العام 1968، أسرة الرعيّة الجامعيّة في كنيسة سيدة دمشق، وأسّس كذلك مع المخرج سمير سلمون في العام 1968 فرقة «هواة المسرح العشرون».
كما أسّس عام 1977، في نفس الكنيسة، جوقة الفرح، وهو يواصل العمل في مختلف هذه النشاطات بالإضافة إلى عمله ككاهن رعيّة في كنيسة سيدة دمشق، وقد عُيّن فيها منذ العام 1977.

## أعماله
من أعماله:
- "عرب مسيحيون" - 1969.
- - "حول الانجيل وانجيل برنابا" - 1971.
- - "المدينة المصلوبة" - 1973 - مسرحية.
- - "الطريق الى كوجو" - 1976 - مسرحية.
- - "تاريخ المسرح" في خمسة أجزاء  - 1979.
- - "وجبة الأباطرة" - 1981 - مسرحية.
- - "شهود يهوه من أين إلى أين؟" - 1991.
- - "الصوفانية" - 1991.
- - "اذكروا الله" - 1995.
- - "ومن  الكلمات بعضها" - 1997.

كماترجم عدداً من الكتب منها :
- - "المجتمع والعنف" - 1976 - ترجمة.
- - "فكر هيغل السياسي" - 1979 - ترجمة.

## التدريس
درَّسَ الأب الياس زحلاوي اللغة اللاتينية والترجمة في جامعة دمشق بين العام 1975 و1980،
ودرّسَ تاريخ المسرح في المعهد العالي للفنون المسرحية في العامين 1978 و1979،
وهو أيضا عضو في اتحاد الكتّاب العرب منذ العام 1973.
وقد اختير عضوا في اللجنة الشعبية لدعم الانتفاضة منذ تأسيسها في شهر أيار 2001، كتب في شؤون كثيرة، منها الشأن الفلسطيني.

## الجوائز
حصل على جائزة الدولة التقديرية لعام 2017 في مجال النقد والدراسات والترجمة